# Quagliuzzo

 Quagliuzzo  (piemontiul: Quajuss) Olaszország Piemont régiójának, Torino megyének egy községe.

## Földrajza
Quagliuzzo a Chiusella-völgyben fekszik.
A vele szomszédos települések: Castellamonte, Lugnacco, Parella, Strambinello, Torre Canavese és Vistrorio